# Saiwai-ku
Saiwai (幸区, Saiwai-ku) est l'un des sept arrondissements de la ville de Kawasaki dans la préfecture de Kanagawa au Japon. Il est situé au sud-est de la ville.
En 2016, sa population est de 161 337 habitants pour une superficie de 10,01 km2, ce qui fait une densité de population de 16 120 hab./km2.

## Transport publics
L'arrondissement est desservi par les lignes Nambu et Yokosuka de la compagnie JR East.